# Knox megye (Ohio)
Knox megye az Amerikai Egyesült Államokban, azon belül Ohio államban található. Megyeszékhelye és legnagyobb városa Mount Vernon. Lakosainak száma 62 721 fő (2020. április 1.). Knox megye Ashland, Licking, Holmes, Coshocton, Delaware, Morrow és Richland megyékkel határos.

## Népesség
A megye népességének változása:
| Lakosok száma | 61 092 | 61 299 | 60 793 | 60 810 | 61 061 | 62 721 |
|               | 2010   | 2011   | 2012   | 2013   | 2015   | 2020   |